# Josip Baričević
Josip Baričević (Sveti Jakov Šiljevica, 13. lipnja 1884. – Zagreb, 7. rujna 1919.), bio je hrvatski književnik i novinar. Pisao je novele, pripovijetke manje prozne radove, prevodio je s drugih jezika te je pisao recenzije. Širem hrvatskom čitateljstvu je ostao manje poznat. 

## Životopis
Josip Baričević rodio se je u Sv. Jakovu Šiljevici 1884. godine. Rodio se je u obitelji Ivana, financijskoga stražara i podvornika, i Filomene (rođ. Mikuličić) Baričević. Potom je otišao živjeti u Kraljevicu i Bakar, u kojima se je školovao. Osnovnu školu polazio je u Kraljevici i Bakru (od 1891. do 1896. godine), nautičku školu u Bakru (1896./1897. i od 1900. do 1902. godine), a potom polazio je gimnaziju u Sušaku (od 1897. do 1899. godine). Kao srednjoškolac pristupio je riječkomu omladinskom pokretu. U listopadu 1900. godine, osniovao je u podrumu Gimnazije s kolegama Janko Polićem, Mijom Radoševićem, Josipom Morettijem Zajcom i Matom Malinarom revolucionarno-anarhističku skupinu Cefas, koja je ujedno bila i literarno i političko udruženje. 
Objavljivao je u Novom listu, Riečkom novom listu, Savremeniku. Potpisivao se pseudonimima i šiframa kao što su: Josip Jablančanin, Josip B., Jos. B., J. B., B. J.
Za života je objavio samo jednu samostalnu knjigu, Novele i portreti, 1910. godine, u Zagrebu. U toj knjizi sabrao je kraće prozne tekstove prožete elementima groteske, a knjiga je važna za povijest hrvatske književnosti jer su u njoj anticipirani pripovjedački postupci karakteristični za avangardističku poetiku. Zbog ideja jugoslavenstva 1910. godine napustio je obitelj i Rijeku i otišao u Srbiju. Za vrijeme Prvoga svjetskoga rata stupio je u srpsku vojsku, te bio u povlačenju sa srpskom vojskom prijeko Albanije.
Do kraja i nakon što je završio Prvi svjetski rat živio je boemskim životom u Parizu, i pisao je za emigrantske novine.
Godine 1919. teško bolestan i razočaran vratio se je u Zagreb gdje je umro iste godine.
Baričevićev rad danas proučava Milorad Stojević.

## Djela
- Novele i portreti, Izdanje i naklada Moderne biblioteke, Zagreb, 1910.
- Izabrana djela / Marin Bego, Božo Lovrić, Josip Baričević, Mato Hanžeković, prir. Branimir Donat, Pet stoljeća hrvatske književnosti, kolo 6, knj. 80, Matica hrvatska - Zora, Zagreb, 1968.
- Neobične priče: (sabrane novele i pripovijesti), prir. Milorad Stojević, Posebna izdanja / Riječki nakladni zavod, knj. 46, Riječki nakladni zavod, Rijeka, 2011.